# Dora León
Dora León Borja (Guayaquil) es una catedrática e historiadora ecuatoriana, reconocida por sus investigaciones sobre Guayaquil, publicadas en 1965 y 1975, que contribuyeron con la verdadera historia de la ciudad.

## Trayectoria
León, nacida en Guayaquil, casada con Ádám Szászdi de nacionalidad húngara y con quien tiene dos hijos: Istvan y Lajos.
Inició estudios de Medicina, aunque los abandonó al año porque decidió estudiar Humanidades. León conoció a Szászdi hace 50 años, cuando los dos cursaban un doctorado en historia en la ciudad de Madrid. En esos momentos, se encontraba  realizando una investigación sobre la historia de Guayaquil, centrándose principalmente en su fundación como tema para su tesis, que presentó en 1956. En esta búsqueda, encontró que existían datos que no se habían esclarecido como la fecha de fundación de la ciudad, por lo cual comenzó una investigación más profunda en los archivos de España.Investigó en el Archivo Histórico Nacional en 1955 y posteriormente en el Archivo General de Indias entre 1964 y 1965, que aprovecharía para publicar junto a su marido distintos artículos sobre el origen de la ciudad de Guayaquil.
Renombrada por plantear una hipótesis, sobre la fundación de Santiago de Quito, el 15 de agosto de 1534, en Liribamba cerca de lo que actualmente es Riobamba, la cual no es de San Francisco de Quito sino de Santiago de Guayaquil.

## Reconocimientos
En 2009, fue ascendida a Individuo de Número de la Academia Nacional de Historia.
En 2020, León fue incluida en el proyecto de la Subdirección General de Archivos Estatales titulado Mujeres Investigadoras en los Archivos Estatales (1900-1970) y que se encuentra en el Portal de Archivos Españoles (PARES). Esta iniciativa fue impulsada por el Ministerio de Cultura con el objetivo de reconocer y poner en valor las contribuciones de aquellas mujeres que desarrollaron investigaciones en los diferentes archivos estatales a principios del siglo XX.

## Obras
- Prehistoria de la Costa Ecuatoriana. - 1964
- El comercio de cacao de Guayaquil. - 1964
- Estudios sobre las fundaciones de Santiago de Guayaquil. (León Borja, Dora; Szászdi, Ádam) - 1965
- Prehistoria de la Costa Ecuatoriana. - 1966
- Santiago de Quito - Santiago de Guayaquil (1594 -1536) . (León Borja, Dora; Szászdi, Ádam) - 1975
- Reconstrucción tentativa de la hidrografía de la provincia de Guayaquil en el siglo XVII. (León Borja, Dora; Szászdi, Ádam) - 1975
- Localización del pueblo aborigen de Guayaquil. (León Borja, Dora; Szászdi, Ádam) - 1975
- Los indios balseros como factor en el desarrollo en el puerto de Guayaquil. - 1976
- La fundación de Guayaquil un tema controversial. (León Borja, Dora; Silva, Rafael Euclides; Aspiazu Carbo, Miguel; Estrada Icaza, Julio; Pérez Pimentel, Rodolfo; Pimentel Carbo, Julio; Szaszdi, Adam; Vargas, José María) - 1997
- Reinterpretación de las fuentes relativas a la Fundación de Guayaquil. - 2006[8]